# Trichoglottis apoensis
Trichoglottis apoensis är en orkidéart som beskrevs av Tamotsu Hashimoto. Trichoglottis apoensis ingår i släktet Trichoglottis och familjen orkidéer. Inga underarter finns listade i Catalogue of Life.